# Festival du film de Sundance 2014
Le festival du film de Sundance 2014, 30e édition du festival (30th Sundance Film Festival) organisé par le Sundance Institute, s'est déroulé du 16 au 26 janvier 2014.
2014 marque le trentième anniversaire du festival depuis sa fondation en 1981 par Robert Redford. Pour célébrer cet événement, des projections des films les plus révolutionnaires de l'histoire du festival ont été organisées, avec notamment Les Bêtes du sud sauvage, Fruitvale Station, Little Miss Sunshine, Une éducation, Sexe, Mensonges et Vidéo, Reservoir Dogs, The Cove, Hedwig and the Angry Inch, Une vérité qui dérange, Precious, Napoleon Dynamite, etc,,.

## Jurys
US Documentary Jury
- Tracy Chapman
- Charlotte Cook
- Kahane Cooperman
- Morgan Neville
- Jonathan Oppenheim[4]

US Dramatic Jury
- Leonard Maltin
- Peter Saraf
- Lone Scherfig
- Bryan Singer
- Dana Stevens

World Documentary Jury
- Andrea Nix Fine
- Sally Riley
- Caspar Sonnen

World Dramatic Jury
- Carlo Chatrian
- Sebastián Lelio
- Nansun Shi

Alfred P. Sloan Jury
- Dr Kevin Hand
- Flora Lichtman
- Max Mayer
- Jon Spaihts
- Jill Tarter

Short Film Jury
- Vernon Chatman
- Joshua Leonard
- Ania Trzebiatowska[1],[5]

## Sélection
Note : les titres indiqués ci-dessous sont ceux du site officiel du festival. Il peut s'agir du titre définitif, anglophone ou international.

### En compétition

#### US Documentary Competition
1. Alive Inside: A Story of Music and Memory (en) de Michael Rossato-Bennett
2. All the Beautiful Things (en) de John D. Harkrider
3. Captivated: The Trials of Pamela Smart (en) de Jeremiah Zagar
4. The Case Against 8 de Ben Cotner et Ryan White
5. Cesar's Last Fast de Richard Ray Perez (en) et Lorena Parlee
6. Dinosaur 13 de Todd Miller
7. E-TEAM de Katy Chevigny et Ross Kauffman
8. Fed Up (en) de Stephanie Soechtig
9. The Internet's Own Boy: The Story of Aaron Swartz de Brian Knappenberger
10. Ivory Tower (en) d'Andrew Rossi
11. Marmato (en) de Mark Grieco
12. No No: A Dockumentary de Jeff Radice
13. The Overnighters (en) de Jesse Moss
14. Private Violence (en) de Cynthia Hill (en)
15. Rich Hill (en) de Tracy Droz Tragos et Andrew Droz Palermo
16. Watchers of the Sky (en) de Edet Belzberg (en)[6]

#### US Dramatic Competition
1. The Guard de Peter Sattler
2. Juillet de sang (Cold in July) de Jim Mickle
3. Dear White People de Justin Simien
4. Fishing Without Nets (en) de Cutter Hodierne (en)  Somalie  Kenya
5. God's Pocket de John Slattery
6. Happy Christmas (en) de Joe Swanberg
7. Hellion de Kat Candler
8. Daddy Cool (Infinitely Polar Bear) de Maya Forbes
9. Jamie Marks Is Dead de Carter Smith
10. Kumiko, the Treasure Hunter de David Zellner
11. Life After Beth de Jeff Baena
12. Low Down de Jeff Preiss (en)
13. The Skeleton Twins de Craig Johnson
14. The Sleepwalker (en) de Mona Fastvold  Norvège
15. Song One (en) de Kate Barker-Froyland
16. Whiplash de Damien Chazelle[7]

#### World Cinema Documentary Competition
- 20 000 jours sur Terre de Iain Forsyth et Jane Pollard (en)  Royaume-Uni
- The Green Prince (de) de Nadav Schirman  Allemagne  Israël  Royaume-Uni
- Happiness (en) de Thomas Balmès  France  Finlande
- Love Child (en) de Valerie Veatch  Corée du Sud  États-Unis
- Mr. Leos caraX (en) de Tessa Louise-Salomé  France
- The Notorious Mr. Bout (en) de Tony Gerber (en) et Maxim Pozdorovkin (en)  Russie
- My Prairie Home (en) de Chelsea McMullan (en)  Canada
- Om våld (sv) de Göran Olsson  Suède  États-Unis  Danemark  Finlande
- The Return to Homs (de) de Talal Derki (en)  Syrie  Allemagne
- Sepideh (fa) de Berit Madsen  Danemark  Iran  Allemagne  Suède  Norvège
- Nous venons en amis de Hubert Sauper  France  Autriche
- Web Junkie (en) de Shosh Shlam et Hilla Medalia  Israël  États-Unis[8]

#### World Cinema Dramatic Competition
- 52 Tuesdays de Sophie Hyde  Australie
- Blind d'Eskil Vogt  Norvège  Pays-Bas
- El cerrajero (en) de Natalia Smirnoff  Argentine
- Difret de Zeresenay Berhane Mehari  Éthiopie
- God Help the Girl de Stuart Murdoch  Royaume-Uni
- Liar's Dice de Geetu Mohandas (ml)  Inde
- Lilting ou la délicatesse (Lilting) de Hong Khaou  Royaume-Uni
- Neposlusni (sr) de Mina Djukic  Serbie
- Tuer un homme d'Alejandro Fernández Almendras  Chili  France
- Viktoria (bg) de Maya Vitkova  Bulgarie  Roumanie
- Zones humides (Feuchtgebiete) de David Wnendt  Allemagne
- White Shadow (en) de Noaz Deshe  Italie  Allemagne  Tanzanie[9]

#### Shorts Competition

##### USA Narrative Short Films
1. # 130919 • A Portrait of Marina Abramović de Matthu Placek
2. Afronauts de Frances Bodomo
3. The Big House (Al Bayt Al Kabeer) de Musa Syeed  Yémen
4. The Bravest, the Boldest de Moon Molson
5. Catherine de Dean Fleischer-Camp
6. Chapel Perilous de Matthew Lessner
7. Cruising Electric (1980) de Brumby Boylston
8. Dawn de Rose McGowan
9. Dig de Toby Halbrooks
10. The End of Eating Everything de Wangechi Mutu
11. Funnel de Andre Hyland
12. Gregory Go Boom de Janicza Bravo
13. Here Come the Girls de Young Jean Lee  Norvège
14. I'm a Mitzvah de Ben Berman et Josh Cohen
15. The Immaculate Reception de Charlotte Glynn
16. Jonathan's Chest de Christopher Radcliff
17. Kekasih de Diffan Sina Norman  Malaisie
18. Master Muscles de Efrén Hernández
19. Me + Her de Joseph Oxford
20. Person to Person de Dustin Guy Defa
21. Rat Pack Rat de Todd Rohal
22. Verbatim de Brett Weiner

##### International Narrative Short Films
1. 2 Girls 1 Cake de Jens Dahl  Danemark
2. Best de William Oldroyd  Royaume-Uni
3. Black Mulberry de Gabriel Razmadze  Géorgie  France
4. Burger de Magnus Mork  Royaume-Uni  Norvège
5. Butter Lamp de Hu Wei  Chine  France
6. La Coupe de Geneviève Dulude-Decelles  Canada
7. Exchange & Mart de Cara Connolly et Martin Clark  Royaume-Uni
8. Here I Am… There You Are… de Dikla Jika Elkaslassy  Israël
9. Life's a Bitch de François Jaros  Canada
10. Metube: August Sings Carmen (Habanera) de Daniel Moshel  Autriche
11. Mi nina mi vida de Yan Giroux  Canada
12. More Than Two Hours de Ali Asgari  Iran
13. My Sense of Modesty de Sébastien Bailly  France
14. Mystery de Chema García Ibarra  Espagne
15. Pleasure de Ninja Thyberg  Suède
16. Syndromeda de Patrik Eklund  Suède
17. Wakening de Danis Goulet  Canada

##### Documentary Short Films
1. Choreography de David Redmon et Ashley Sabin  États-Unis
2. Fe26 de Kevin Jerome Everson  États-Unis
3. Godka Cirka (A Hole in the Sky) de Alex Lora et Antonio Tibaldi  France  Espagne  États-Unis
4. Hacked Circuit de Deborah Stratman  États-Unis
5. I Think This Is the Closest to How the Footage Looked de Yuval Hameiri et Michal Vaknin  Israël
6. The Last Days of Peter Bergmann de Ciaran Cassidy  Irlande
7. The Lion's Mouth Opens de Lucy WalkerLucy Walker  États-Unis
8. Love. Love. Love. de Sandhya Daisy Sundaram  Russie
9. Notes on Blindness de Peter Middleton et James Spinney  Royaume-Uni  Australie  États-Unis
10. Of God and Dogs de Abounaddara Collective  Syrie
11. One Billion Rising de Eve Ensler et Tony Stroebel  États-Unis
12. Remembering the Artist, Robert De Niro, Sr.  de Perri Peltz et Geeta Gandbhir  États-Unis
13. Tim and Susan Have Matching Handguns de Joe Callander  États-Unis
14. Untucked de Danny Pudi  États-Unis

##### Animated Short Films
1. Allergy to Originality de Drew Christie  États-Unis
2. Astigmatismo  de Nicolai Troshinsky  Espagne
3. Blame It on the Seagull de Julie Engaas  Norvège
4. Crime: The Animated Series (Marcus McGhee) de Alix Lambert et Sam Chou  Canada  États-Unis
5. Marilyn Myller de Mikey Please  Royaume-Uni  États-Unis
6. The Obvious Child de Stephen Irwin  Royaume-Uni
7. Passer Passer de Louis Morton  États-Unis
8. Phantom Limb de Alex Grigg  Royaume-Uni  Australie
9. Piece, Peace  de Jae-in Park  Corée du Sud
10. The Present de Joe Hsieh  Taïwan
11. Subconscious Password de Chris Landreth  Canada
12. White Morning de Paul Barritt  Royaume-Uni
13. Yearbook de Bernardo Britto  États-Unis[10]

### Hors compétition

#### Premieres
- Boyhood de Richard Linklater  États-Unis
- Calvary de John Michael McDonagh  Irlande  Royaume-Uni
- Frank de Lenny Abrahamson  Irlande  Royaume-Uni
- Hits (en) de David Cross  États-Unis
- I Origins de Mike Cahill  États-Unis
- Girls Only (Laggies) de Lynn Shelton  États-Unis
- Little Accidents (en) de Sara Colangelo  États-Unis
- Love Is Strange d'Ira Sachs  États-Unis
- Un homme très recherché (A Most Wanted Man) d'Anton Corbijn  Allemagne  États-Unis
- Nick Offerman: American Ham (en) de Jordan Vogt-Roberts  Royaume-Uni
- The One I Love de Charlie McDowell  États-Unis
- The Raid 2 de Gareth Evans  Indonésie
- Rudderless de William H. Macy  États-Unis
- They Came Together (en) de David Wain  États-Unis
- The Trip to Italy (en) de Michael Winterbottom  États-Unis
- The Voices de Marjane Satrapi  États-Unis  Allemagne
- White Bird (White Bird in a Blizzard) de Gregg Araki  États-Unis  France
- Le Rôle de ma vie (Wish I Was Here) de Zach Braff  États-Unis
- Young Ones de Jake Paltrow  États-Unis[11]

#### Documentary Premieres
- The Battered Bastards of Baseball (en) de Chapman Way et Maclain Way  États-Unis
- Finding Fela (en) d'Alex Gibney  États-Unis
- Freedom Summer (en) de Stanley Nelson Jr. (en)  États-Unis
- Happy Valley (en) d'Amir Bar-Lev  États-Unis
- Last Days in Vietnam de Rory Kennedy  États-Unis
- Life Itself (en) de Steve James (en)  États-Unis
- Mitt (en) de Greg Whiteley (en)  États-Unis
- This May Be the Last Time (en) de Sterlin Harjo (en)  États-Unis
- To Be Takei (en) de Jennifer M. Kroot  États-Unis
- We Are the Giant (en) de Greg Barker (en)  États-Unis  Royaume-Uni
- Whitey: United States of America v. James J. Bulger (en) de Joe Berlinger  États-Unis[12]

#### Spotlight
- Blue Ruin de Jeremy Saulnier  États-Unis
- The Double de Richard Ayoade  Royaume-Uni
- Ida de Paweł Pawlikowski  Pologne
- Locke de Steven Knight  Royaume-Uni
- The Lunchbox (Dabba) de Ritesh Batra  Inde  France  Allemagne
- Only Lovers Left Alive de Jim Jarmusch  États-Unis
- R100 de Hitoshi Matsumoto  Japon
- L'Inconnu du lac d'Alain Guiraudie  France[13]

#### Park City at Midnight
- Mister Babadook (The Babadook) de Jennifer Kent  Australie
- Cooties de Jonathan Milott et Cary Murnion  États-Unis
- Dead Snow 2 de Tommy Wirkola  Norvège
- The Guest d'Adam Wingard  États-Unis
- Killers des Frères Mo  Japon  Indonésie
- The Signal de William Eubank  États-Unis
- Under the Electric Sky (en) de Dan Cutforth et Jane Lipsitz  États-Unis
- Vampires en toute intimité (What We Do in the Shadows) de Taika Waititi et Jemaine Clement  Nouvelle-Zélande  États-Unis[14]

#### New Frontier
- The Better Angels d'A. J. Edwards  États-Unis
- The Girl from Nagasaki de Michel Comte (en)  Allemagne  Japon  États-Unis  Italie
- HitRecord on TV (en) de Joseph Gordon-Levitt  États-Unis
- Living Stars (en) de Mariano Cohn et Gastón Duprat  Argentine
- The Measure of All Things (en) de Sam Green (en)  Canada
- This World Made Itself; Myth and Infrastructure; Dreaming of Lucid Living (en) de Miwa Matreyek  États-Unis
- Through a Lens Darkly: Black Photographers and the Emergence of a People (en) de Thomas Allen Harris (en)  États-Unis[15]

#### NEXT
- Appropriate Behavior de Desiree Akhavan  États-Unis  Royaume-Uni
- Drunktown's Finest (en) de Sydney Freeland  États-Unis
- The Foxy Merkins (en) de Madeleine Olnek  États-Unis
- A Girl Walks Home Alone at Night d'Ana Lily Amirpour  États-Unis
- Imperial Dreams de Malik Vitthal  États-Unis
- Land Ho! de Martha Stephens (en) et Aaron Katz  États-Unis  Islande
- Listen Up Philip d'Alex Ross Perry  États-Unis
- Memphis (en) de Tim Sutton  États-Unis
- Obvious Child de Gillian Robespierre  États-Unis[16]

#### Collection
- Clerks : Les Employés modèles (Clerks) de Kevin Smith (1994)  États-Unis
- Hoop Dreams de Steve James (1994)  États-Unis[17]

#### Sundance Kids
- Ernest and Celestine de Benjamin Renner, Stéphane Aubier et Vincent Patar  France  Belgique  Luxembourg
- Zipi y Zape y el club de la canica d'Oskar Santos (es)  Espagne[18]

## Palmarès
Source : site officiel du festival.

### Longs métrages
| Prix                         | Prix                                                              | Attribué à                                                                                             | Pays        |
| ---------------------------- | ----------------------------------------------------------------- | --- | ----------- |
| Grand prix du jury           | U.S. Documentary                                                  | Rich Hill (en) de Tracy Droz Tragos et Andrew Droz Palermo                                             | États-Unis  |
| Grand prix du jury           | US Dramatic                                                       | Whiplash de Damien Chazelle                                                                            | États-Unis  |
| Grand prix du jury           | World Documentary                                                 | Return to Homs de Talal Derki                                                                          | Syrie       |
| Grand prix du jury           | World Dramatic                                                    | Tuer un homme d'Alejandro Fernández Almendras                                                          | Chili       |
| Prix du public               | US Documentary                                                    | Alive Inside (en) de Michael Rossato-Bennett                                                           | États-Unis  |
| Prix du public               | US Dramatic                                                       | Whiplash de Damien Chazelle                                                                            | États-Unis  |
| Prix du public               | World Documentary                                                 | The Green Prince (de) de Nadav Schirman                                                                | Israël      |
| Prix du public               | World Dramatic                                                    | Difret de Zeresenay Berhane Mehari                                                                     | Éthiopie    |
| Best of NEXT                 | Best of NEXT                                                      | Imperial Dreams de Malik Vitthal                                                                       | États-Unis  |
| Prix de la mise en scène     | US Documentary                                                    | Ben Cotner et Ryan White pour The Case Against 8                                                       | États-Unis  |
| Prix de la mise en scène     | US Dramatic                                                       | Cutter Hodierne pour Fishing Without Nets (en)                                                         | États-Unis  |
| Prix de la mise en scène     | World Documentary                                                 | Iain Forsyth et Jane Pollard pour 20 000 jours sur Terre                                               | Royaume-Uni |
| Prix de la mise en scène     | World Dramatic                                                    | Sophie Hyde pour 52 Tuesdays                                                                           | Australie   |
| Prix du scénario             | US Dramatic                                                       | Craig Johnson et Mark Heyman pour The Skeleton Twins                                                   | États-Unis  |
| Prix du scénario             | World Dramatic                                                    | Eskil Vogt pour Blind                                                                                  | Norvège     |
| Prix de la photographie      | US Documentary                                                    | Ross Kauffman pour E-TEAM                                                                              | États-Unis  |
| Prix de la photographie      | US Dramatic                                                       | Christopher Blauvelt pour Low Down                                                                     | États-Unis  |
| Prix de la photographie      | World Documentary                                                 | Thomas Balmes et Nina Bernfeld pour Happiness (en)                                                     | Finlande    |
| Prix de la photographie      | World Dramatic                                                    | Ula Pontikos pour Lilting                                                                              | Royaume-Uni |
| Prix du montage documentaire | US Documentary                                                    | Jenny Golden et Karen Sim pour Watchers of the Sky (en)                                                | États-Unis  |
| Prix du montage documentaire | World Documentary                                                 | Jonathan Amos pour 20 000 jours sur Terre                                                              | Royaume-Uni |
| Prix spéciaux                | US Documentary Special Jury award for Intuitive Filmmaking        | Jesse Moss pour The Overnighters (en)                                                                  | États-Unis  |
| Prix spéciaux                | US Documentary Special Jury Award for Use of Animation            | Edet Belzberg pour Watchers of the Sky (en)                                                            | États-Unis  |
| Prix spéciaux                | US Dramatic Special Jury Award for Musical Score                  | The Octopus Project pour Kumiko, the Treasure Hunter                                                   | États-Unis  |
| Prix spéciaux                | US Dramatic Special Jury Award for Breakthrough Talent            | Justin Simien pour Dear White People                                                                   | États-Unis  |
| Prix spéciaux                | World Cinema Documentary Special Jury Award for Cinematic Bravery | Hubert Sauper pour Nous venons en amis                                                                 | Autriche    |
| Prix spéciaux                | World Cinema Dramatic Special Jury Award for Ensemble Performance | Emily Browning, Olly Alexander, Hannah Murray, Pierre Boulanger et Cora Bissett pour God Help the Girl | Royaume-Uni |

### Courts métrages
| Prix               | Prix                                                            | Attribué à                                                                              | Pays       |
| ------------------ | --------------------------------------------------------------- | --------------------------------------------------------------------------------------- | ---------- |
| Grand prix du jury | Grand prix du jury                                              | Of God and Dogs de l'Abounaddara Collective                                             | Syrie      |
| Prix du public     | Prix du public                                                  | Chapel Perilous de Matthew Lessner                                                      | États-Unis |
| Prix du jury       | U.S. Narrative                                                  | Gregory Go Boom de Janicza Bravo                                                        | États-Unis |
| Prix du jury       | International Narrative                                         | The Cut de Geneviève Dulude-Decelles                                                    | Canada     |
| Prix du jury       | Documentary                                                     | I Think This Is the Closest to How the Footage Looked de Yuval Hameiri et Michal Vaknin | Israël     |
| Prix du jury       | Animation                                                       | Yearbook de Bernardo Britto                                                             | États-Unis |
| Prix spéciaux :    | Short Film Special Jury Award for Direction and Ensemble Acting | Magnus Mork pour Burger                                                                 | Norvège    |
| Prix spéciaux :    | Short Film Special Jury Award for Non Fiction                   | Love. Love. Love. de Sandhya Daisy Sundaram                                             | Russie     |
| Prix spéciaux :    | Short Film Special Jury Award for Unique Vision                 | Rat Pack Rat de Todd Rohal                                                              | États-Unis |

### Autres prix
| Prix                                                 | Attribué à                                            | Pays       |
| ---------------------------------------------------- | ----------------------------------------------------- | ---------- |
| Alfred P. Sloan Feature Film Prize                   | I Origins de Mike Cahill                              | États-Unis |
| Sundance/NHK International Filmmaker Award           | Approaching the Unknown (en) de Mark Elijah Rosenberg | États-Unis |
| Sundance Institute/Mahindra Global Filmmaking Awards | Monsoon de Hong Khaou                                 | Viêt Nam   |
| Sundance Institute/Mahindra Global Filmmaking Awards | A War de Tobias Lindholm                              | Danemark   |
| Sundance Institute/Mahindra Global Filmmaking Awards | Archive d'Ashlee Page                                 | Australie  |
| Sundance Institute/Mahindra Global Filmmaking Awards | Masaan de Neeraj Ghaywan                              | Inde       |